# Supercoppa italiana di Serie A2
La Supercoppa italiana di Serie A2 è una competizione pallavolistica maschile per squadre di club italiane, organizzata annualmente dalla Lega Pallavolo Serie A.

## Albo d'oro
| Edizione      | Edizione          | Podio             | Podio     | Podio             |
| Anno          | Sede della finale | Campione          | Risultato | Finalista         |
| ------------- | ----------------- | ----------------- | --------- | ----------------- |
| 2021 Dettagli | Taranto           | Olimpia Bergamo   | 3 - 1     | Prisma Taranto    |
| 2022 Dettagli | Bergamo           | Olimpia Bergamo   | 3 - 1     | Tricolore         |
| 2023 Dettagli | Vibo Valentia     | Callipo           | 3 - 0     | Libertas Brianza  |
| 2024 Dettagli | Grottazzolina     | Atlantide Brescia | 3 - 1     | M&G               |
| 2025 Dettagli | Cuneo             | Cuneo             | 3 - 0     | Atlantide Brescia |

## Palmarès
| Squadra           | Titolo | Edizione   |
| ----------------- | ------ | ---------- |
| Olimpia Bergamo   | 2      | 2021, 2022 |
| Callipo           | 1      | 2023       |
| Atlantide Brescia | 1      | 2024       |
| Cuneo             | 1      | 2025       |